# Guzheng

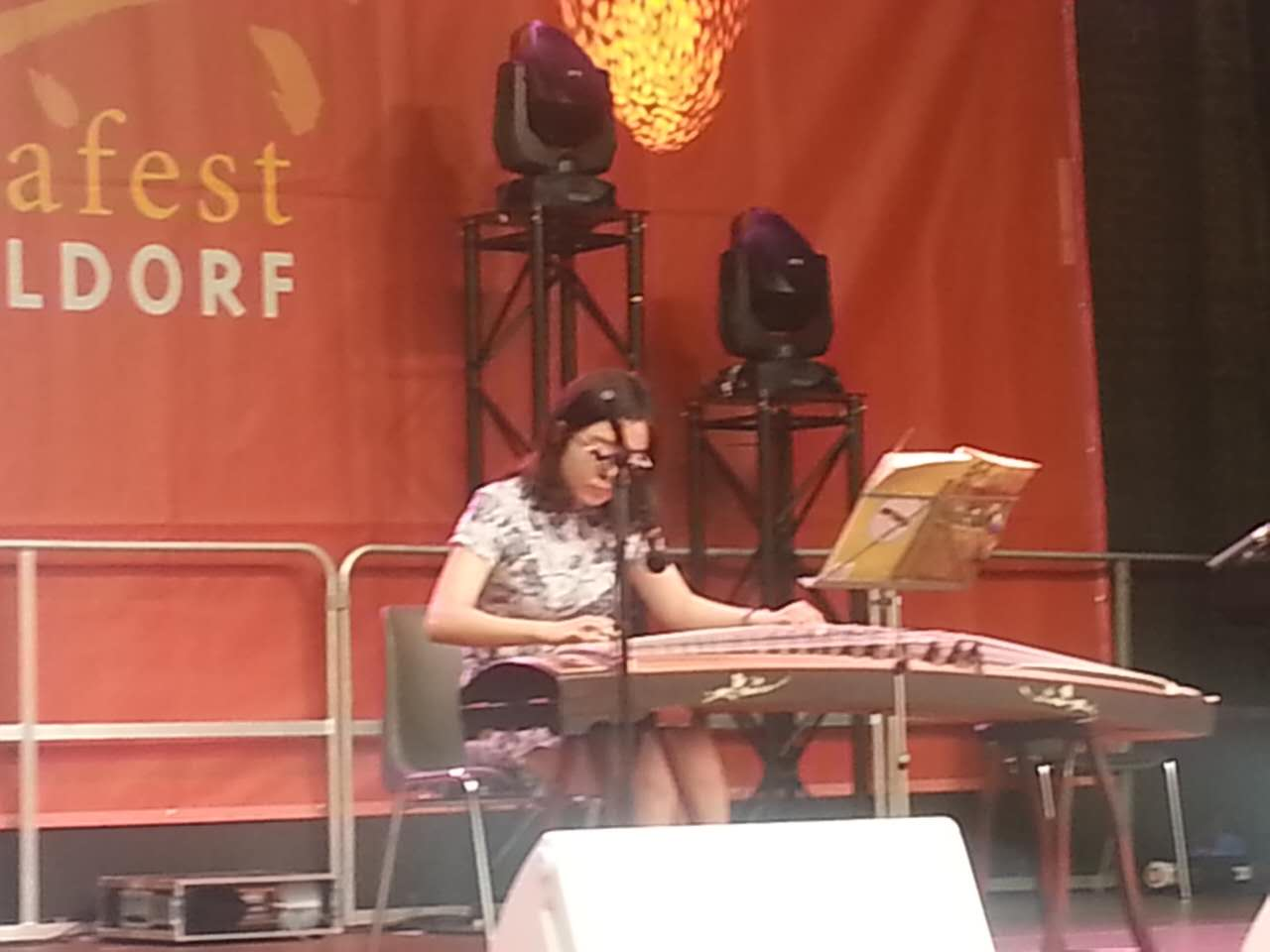

Il guzheng, o anche gu zheng e gu-zheng (in cinese 古箏S, gǔzhēngP), è uno strumento musicale tradizionale cinese. Lo strumento, noto pure solamente come zheng (gu significa infatti semplicemente "antico"), fa parte della famiglia delle cetre. Il modello attualmente più diffuso è dotato di 21 corde, ma esistono zheng anche a 16, 18 e a 25 corde. Questo strumento è nato nel 475 a.c. e nel tempo venne modificato. 

## Storia, tecnica e repertorio
Questa cetra veniva originariamente utilizzata nelle orchestre che suonavano alla corte imperiale, mentre risale solo al XIX secolo il suo ampio sviluppo solistico.
Si suona con l'utilizzo di quattro plettri, o meglio unghie artificiali applicate alla mano destra, con il quale si pizzicano le corde. Mentre la sinistra, tradizionalmente, viene utilizzata per premere le corde stesse ed ottenere note di diverso timbro ed altezza. 
Dalla metà del XX secolo la tecnica esecutiva è stata però modificata: la mano sinistra, per esempio, può pizzicare le corde, come la destra. Inoltre si è codificato un ricco repertorio solistico per zheng, derivato dal repertorio di altri strumenti, da brani composti ex-novo per la cetra e da brani antichi tipici delle diverse scuole regionali di zheng.

## Discografia
- CHEN Xiaoyong, OU Huihong, Traditional Chinese Zheng and Qin Music, Wergo, 1992
- FIONA SZE chithare Zheng, GUO GAN violon a deux cordes, Vif Editions, VE001, 2010
- YUAN DENG, The Mountain and the River. Chinese Melodies for Gu Zheng, Felmay, fy8225, 2015 (note di presentazione di Daniele Sestili)

### Antologie
- Anthology of World Music: China, Rounder, CD 5150, 1998 (2 cd)(note di presentazione di Wang Qun)
- Chine: Musique classique, Ocora, C 559039, 1998 (note di presentazione di Francois Piçard)